# Norbello
Norbello é uma comuna italiana da região da Sardenha, província de Oristano, com cerca de 1.223 habitantes. Estende-se por uma área de 26 km², tendo uma densidade populacional de 47 hab/km². Faz fronteira com Abbasanta, Aidomaggiore, Borore (NU), Ghilarza, Santu Lussurgiu.